# Grajera (kommunhuvudort)
Grajera är en kommunhuvudort i Spanien.   Den ligger i provinsen Provincia de Segovia och regionen Kastilien och Leon, i den centrala delen av landet, 110 km norr om huvudstaden Madrid. Grajera ligger 1 014 meter över havet och antalet invånare är 107.
Terrängen runt Grajera är lite kuperad. Runt Grajera är det mycket glesbefolkat, med 7 invånare per kvadratkilometer. Närmaste större samhälle är Riaza, 15,4 km sydost om Grajera. Trakten runt Grajera består till största delen av jordbruksmark.